# Chéry-lès-Rozoy
Chéry-lès-Rozoy là một xã ở tỉnh Aisne, vùng Hauts-de-France thuộc miền bắc nước Pháp.